# Planicephalus flavicosta
Planicephalus flavicosta är en insektsart som beskrevs av Carl Stål 1862. Planicephalus flavicosta ingår i släktet Planicephalus och familjen dvärgstritar. Inga underarter finns listade i Catalogue of Life.